# B-фабрика

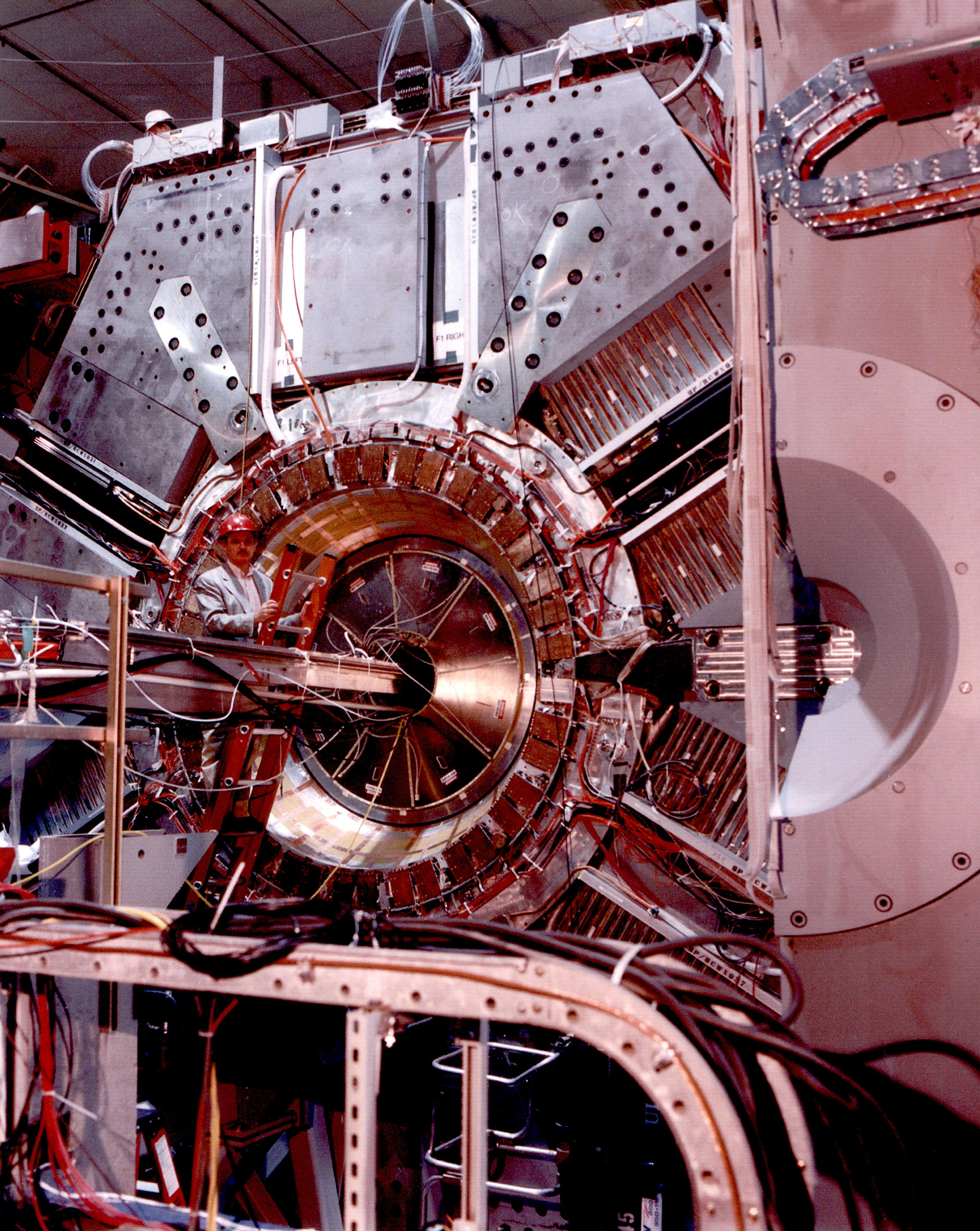
Детектор BaBar на B-фабрике PEP II.

B-фабрика — электрон-позитронный коллайдер с очень высокой светимостью для массового производства и детального изучения B-мезонов. Проекты таких машин появились в 1980-х в ряде лабораторий, строительство двух B-фабрик, в США (PEP-II, лаборатория SLAC) и Японии (KEKB, лаборатория KEK) происходило в 1990-е. Рекордная светимость, достигнутая на KEKB составила 2,1×1034 см−2с−1. После выполнения физической программы на первом поколении фабрик, появились проекты на ещё более высокую светимость: SuperB в Италии (отменён) и SuperKEKB в Японии.

## Описание
Для идентификации детекторами продуктов распада все B-фабрики представляют собой асимметричный коллайдер, сталкивающиеся пучки имеют разную энергию (PEP-II: 12+4 ГэВ, KEKB: 8+3,5 ГэВ, SuperKEKB: 7+4 ГэВ).